# Larry Hornbeck
Larry J. Hornbeck (* 17. September 1943 in St. Louis, Missouri) ist ein US-amerikanischer Physiker und Ingenieur.

## Leben
Larry Hornbeck studierte an der Case Western Reserve University in Cleveland, Ohio. Seinen Bachelor erhielt er 1965, seinen Master 1968. 1974 machte er seinen Doktortitel der Physik. Er kam 1973 zu Texas Instruments (TI) und begann 1977 mit der Arbeit an optischen mikroelektromechanischen Systemen.
Er war maßgeblich an der Entwicklung des Digital Light Processing (DLP) von Texas Instruments beteiligt und ist Erfinder des Mikrospiegelaktors (engl. „Digital Micromirror Device“, DMD), den er erstmals 1987 der Öffentlichkeit vorstellte. Insgesamt hält er 33 Patente.
2007 wurde er für seine Verdienste mit der Mitgliedschaft in der National Academy of Engineering (NAE) ausgezeichnet. Er erhielt außerdem die Progress Medal der Royal Photographic Society. 2015 erhielt er einen Scientific and Technical Academy Award of Merit der Academy of Motion Picture Arts and Sciences.

## Auszeichnungen (Auswahl)
- 1995: Technologiepreis der Eduard-Rhein-Stiftung[5]
- 1998: Primetime Emmy Engineering Awards für den DMD zusammen mit Brian Critchley[6]
- 2002: David Sarnoff Medal Award der Society of Motion Picture and Television Engineers
- 2004: Daniel E. Noble Award der Institute of Electrical and Electronics Engineers (IEEE)
- 2005: gewähltes Mitglied der IEEE
- 2005: Progress Medal der Royal Photographic Society[7]
- 2007: gewähltes Mitglied der National Academy of Engineering
- 2015: Scientific and Technical Academy Award of Merit